# USS Mitscher (DDG-57)
Pour les autres navires du même nom, voir USS Mitscher.

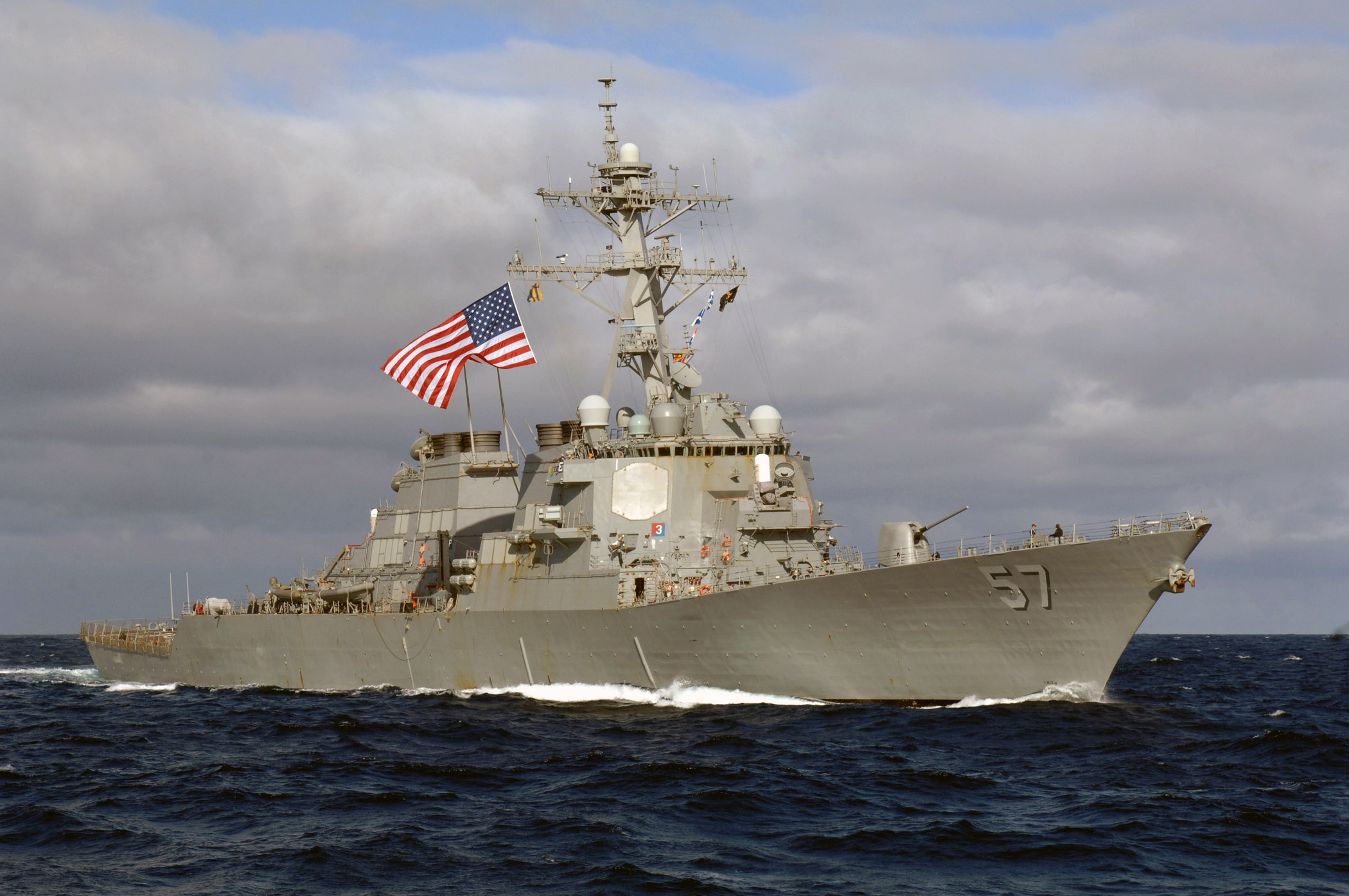
USS Mitscher (DDG-57)

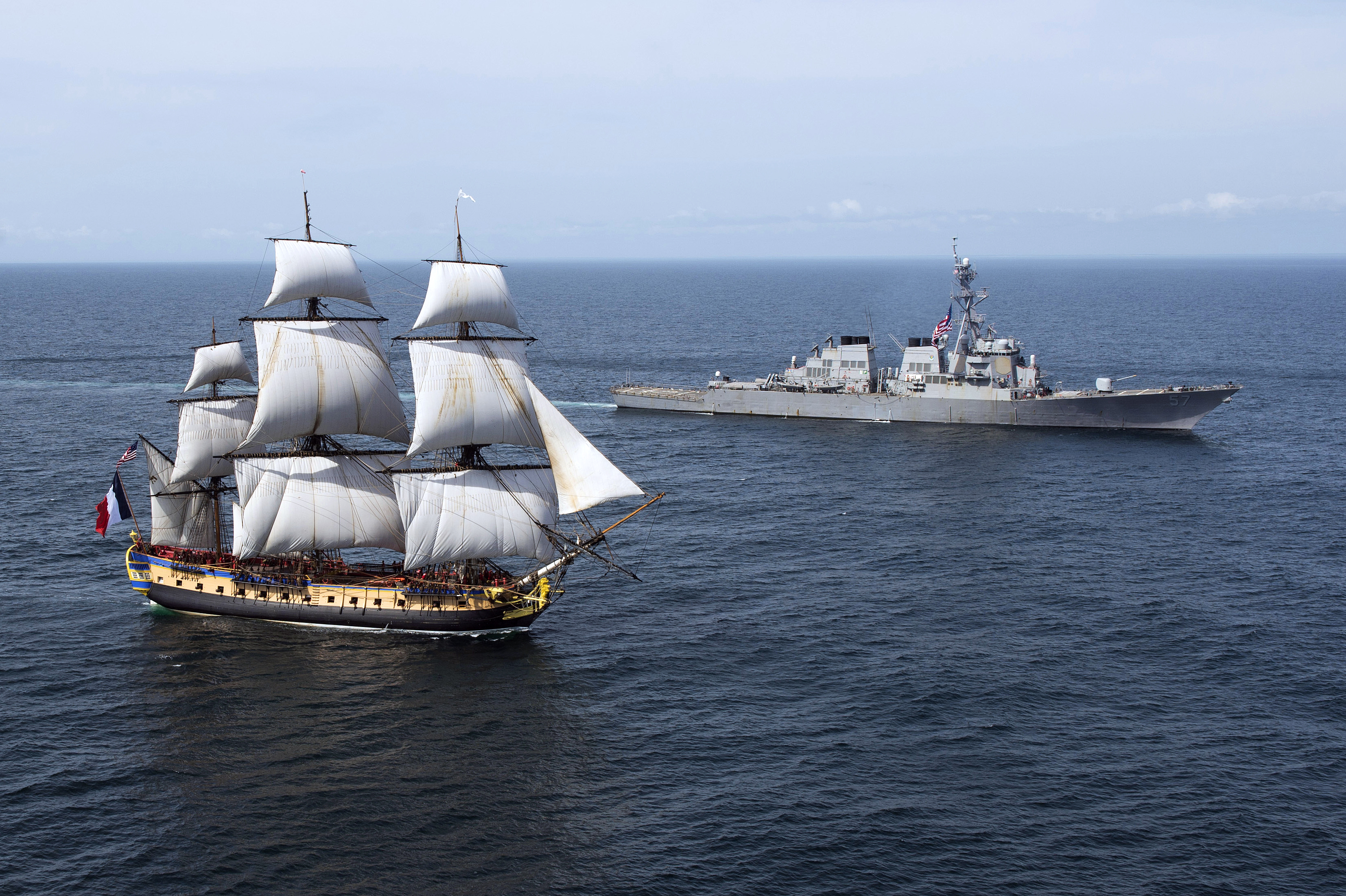
L'USS Mitscher escortant la réplique de L'Hermione lors de son arrivée sur les côtes américaines après sa première traversée de l'océan Atlantique.

L’USS Mitscher (DDG-57) est un destroyer américain de la classe Arleigh Burke. Il porte le nom de Marc Mitscher (1887-1947), amiral de l'United States Navy ayant notamment servi à la mer pendant la Seconde Guerre mondiale.
Commissionné en 1994 et toujours en service en 2014, il a été construit au chantier naval Ingalls de Pascagoula dans l'État du Mississippi ; son port d’attache est la base navale de Norfolk dans l'État de Virginie.

## Service
Il a participé à trois déploiements dans la mer Méditerranée au large d'Alger menés avec la marine algérienne et à des exercices dans les Caraïbes.